# 高松市立川東小学校
高松市立川東小学校（たかまつしりつかわひがししょうがっこう）は香川県高松市香川町川東にある公立小学校。

## 概要
- 高松市南部の郊外地域に位置する小学校である
- 高松市香川図書館、川東コミュニティーセンター、高松市香川総合センターが隣接

## 所在地
- 香川県高松市香川町川東上1865番地8

## 歴史
- 1872年（明治5年） - 川東上小学校・川東下小学校・川内原小学校を設立[1]。
- 1887年（明治20年）3月 - 3校は簡易小学校となる[1]。
- 1893年（明治26年）4月 - 川東尋常小学校に改称し、3校は分教場となる[1]。
- 1895年（明治28年）4月 - 現在の香川郵便局に校舎新築される。
- 1896年（明治29年）6月 - 完全統合し、分教場は廃止となる。
- 1898年（明治31年）4月 - 川東尋常高等小学校となる。
- 1941年（昭和16年）4月 - 川東国民学校に改称。
- 1947年（昭和22年）4月 - 川東村立川東小学校に改称。
- 1955年（昭和30年）4月 - 川東、大野、浅野3村が合併し、香川町が発足、これにより香川町立川東小学校に改称される。
- 1956年（昭和31年）4月 - 塩江町より鮎滝・下倉・浦山地区が編入、これにより安原小学校より84名の児童が転入学する。

## 通学区域
- 香川町浅野（1293番地 6号・49 - 78号・83号・84号・88号・90 - 101号、1321番地2・4~35号・38号・39号・42 - 48号）[2]
- 香川町川内原[2]
- 香川町川東上[2]
- 香川町川東下[2]
- 香川町東谷[2]
- 香川町安原下（1号・3号）[2]

## 進学先中学校
- 高松市立香川第一中学校

## 通学区域が隣接している学校
- 高松市立香南小学校
- 高松市立大野小学校
- 高松市立浅野小学校
- 高松市立三渓小学校
- 高松市立植田小学校
- 高松市立塩江小学校
- 綾川町立綾上小学校